# Сангеду
Сангеду (порт. Sanguedo; МФА: [sɐ̃.ˈge.du]) — парафія в Португалії, у муніципалітеті Санта-Марія-да-Фейра. Розташована в західній частині країни, на теренах історичної португальської провінції Бейра. Входить до складу округу Авейру. За адміністративним поділом, чинним до 1976 року, терени парафії були складовою провінції Берегове Дору. Належить до Авейрівської діоцезії Католицької церкви. Патрон — свята Евлалія. Площа — 4,5656 км². Населення — 3600 ос. (2011). Середньо урбанізований регіон. Густота населення — 788,51 осіб/км²
. Код — 010924.

## Географія

Санта-Марія-да-Фейра (2013)
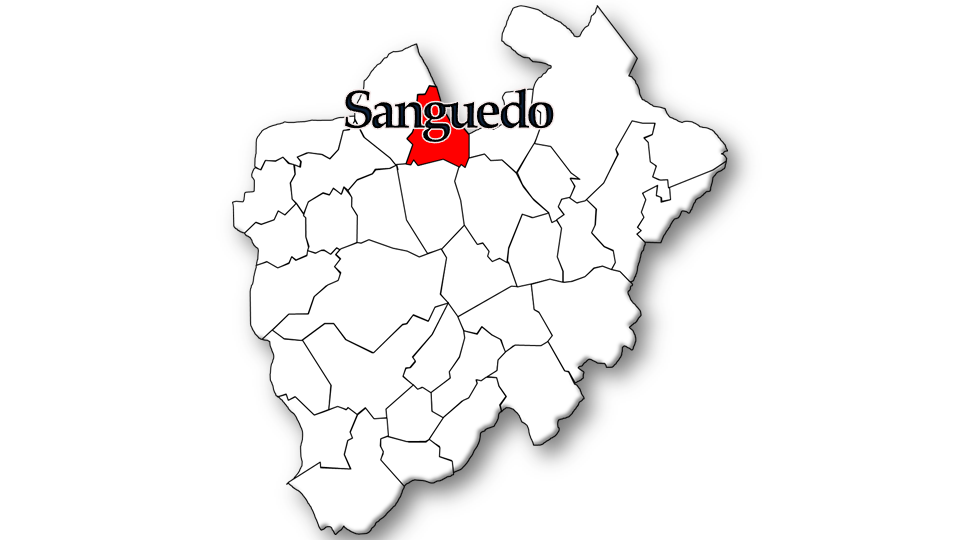
Сангеду

## Населення
| Кількість мешканців | Кількість мешканців | Кількість мешканців | Кількість мешканців | Кількість мешканців | Кількість мешканців | Кількість мешканців | Кількість мешканців | Кількість мешканців | Кількість мешканців | Кількість мешканців | Кількість мешканців | Кількість мешканців | Кількість мешканців | Кількість мешканців |
| ------------------- | ------------------- | ------------------- | ------------------- | ------------------- | ------------------- | ------------------- | ------------------- | ------------------- | ------------------- | ------------------- | ------------------- | ------------------- | ------------------- | ------------------- |
| 1864                | 1878                | 1890                | 1900                | 1911                | 1920                | 1930                | 1940                | 1950                | 1960                | 1970                | 1981                | 1991                | 2001                | 2011                |
| 858                 | 853                 | 1 018               | 1 012               | 1 102               | 1 157               | 1 347               | 1 535               | 1 839               | 2 117               | 2 293               | 2 739               | 3 154               | 3 542               | 3 600               |